# Maja Catrin Fritsche

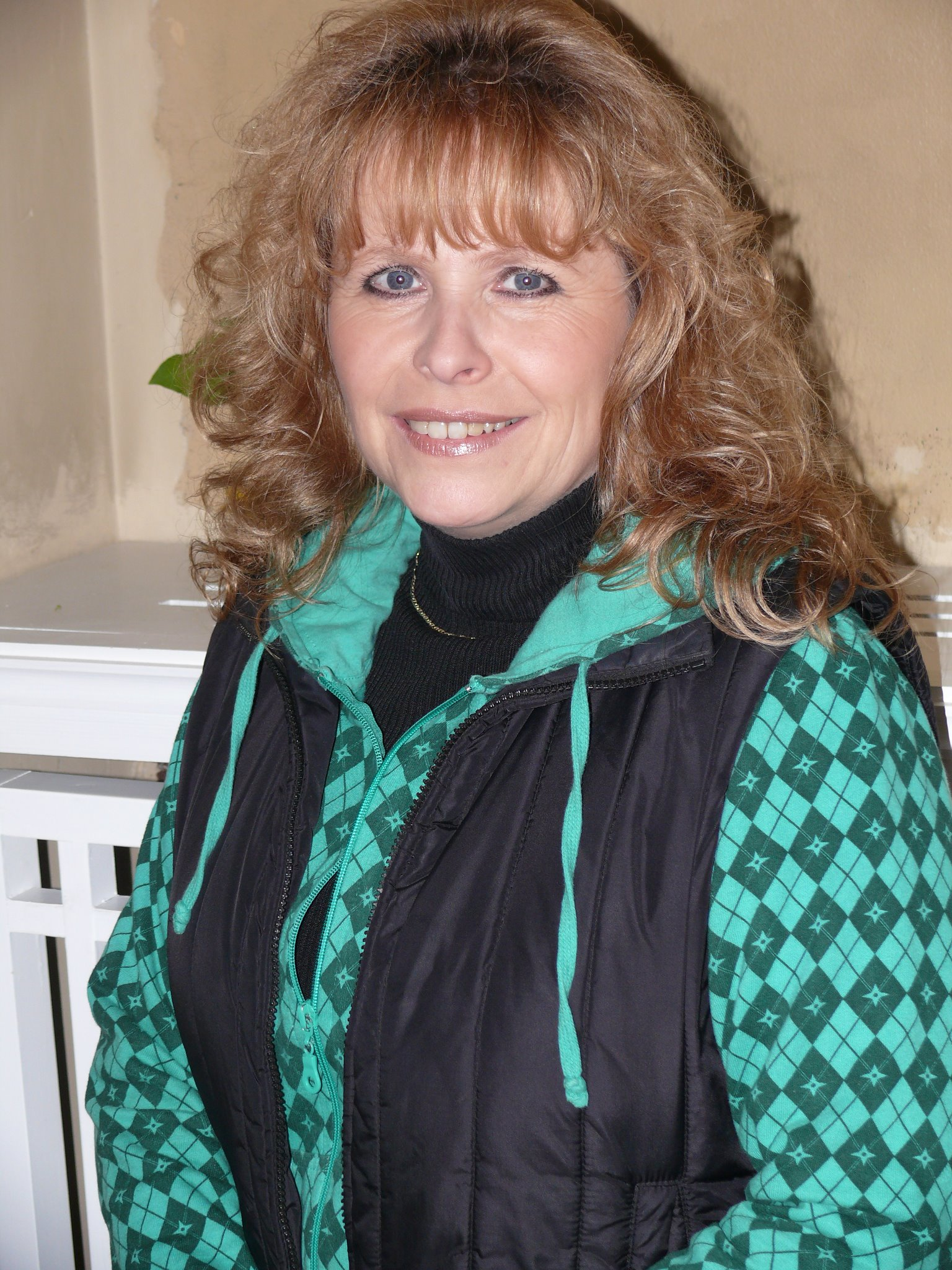
Maja Catrin Fritsche (2012)

Maja Catrin Fritsche  (* 10. April 1960 in Leipzig) ist eine deutsche  Schlagersängerin.

## Leben
Fritsche ist die Tochter eines Musikers. Sie wurde mit zwölf Jahren Mitglied des Rundfunkkinderchors Leipzig. Später nahm sie Gesangsunterricht, wurde Sängerin in der Band Robby’s und studierte von 1978 bis 1982 Gesang an der Hochschule für Musik in Weimar.
Zwischen 1980 und 1984 nahm sie erfolgreich an internationalen Festivals teil. 1980 gehörte sie zu den Preisträgern des Nachwuchsfestivals Goldener Rathausmann in Dresden.
Ihr Fernseh-Debüt feierte sie 1981 in der Jugendsendung rund mit dem Titel Upside Down.
Mit 22 Jahren ging sie zusammen mit dem damals größten Schlagerstar der DDR, Frank Schöbel, auf Tour.
Mit dem Lied Doch da sprach das Mädchen gelang ihr 1982 der Durchbruch. 1984 erschien ihr erstes Album Freundliches Wort bei Amiga. Sie war u. a. Gast in den TV-Shows Ein Kessel Buntes, Schlagerstudio, Da liegt Musike drin, Bong.
1993 entstanden erste neue Kontakte zu Agenturen und Veranstaltern. 1994 textete und produzierte sie ihre Maxi-Single Mein Leben fängt heut’ wieder an. 1995 erschien das Album Gib mir ein Zeichen. Fernsehauftritte wie das Schlagermagazin, Musik für Sie, Wiedersehen macht Freude und andere folgten.
Seit 1994 schreibt Fritsche eigene Texte und komponiert erfolgreich, wie die Single-Titel Liebe total und Die Liebe kam auf Ibiza.
Inzwischen kann man Maja Catrin wieder mit mehreren Live-Programmen auf vielen Bühnen erleben, etwa 2006 bei einer Tournee mit Semino Rossi.
2015 feierte sie ihr 35-jähriges Bühnenjubiläum und veröffentlichte ihre neue CD So leicht hab ich mich nie gefühlt und ein Musikvideo. Beim MDR gab es einen Rückblick auf die letzten 35 Jahre ihrer Karriere. 2016 veröffentlichte sie die Single und das Video Der siebte Himmel ist noch frei. Im November 2016 veröffentlichte sie die Single und das Video Hunderttausend Lichter, zu dem sie auch den Text schrieb. In der MDR-Show Tour de Frank - Frank Schöbel - die Jubiläumsgala wirkte sie 2017 mit.
Fritsche lebt in Berlin.

## Diskografie
- 1982: Doch da sprach das Mädchen (Amiga)
- 1983: Freundliches Wort (Amiga)
- 1984: Maja (Amiga)
- 1986: Ich bin stark nur mit Dir (Amiga)
- 1994: Mein Leben fängt heut’ wieder an (Maxi-CD, Alles Records)
- 1995: Gib mir ein Zeichen  (CD, Alles Records)
- 1995: Ciao, Ciao, Ciao  (Maxi-CD, Alles Records)
- 1995: Star der Manege  (Maxi-CD, Alles Records)
- 1996: Macho (Maxi-CD, Alles Records)
- 1997: Gefühle
- 2001: Die Liebe kam auf Ibiza
- 2004: Spricht er manchmal noch von mir
- 2015: So leicht hab ich mich nie gefühlt (Dos Santos Entertainment)
- 2016: Der siebte Himmel ist noch frei (Dos Santos Entertainment)
- 2016: Hunderttausend Lichter (Dos Santos Entertainment)